# 貴生町
貴生町（きせいちょう）は、愛知県名古屋市西区の地名。丁番を持たない単独町名である。住居表示未実施。

## 地理
名古屋市西区北部に位置する。東は二方町、南西は中小田井四丁目、南東は八筋町に接する。

## 歴史

### 町名の由来
かつて当地に貴族が住んでいたという言い伝えが残ることによるという。

### 沿革
- 1960年（昭和35年）3月8日 - 上小田井土地区画整理組合の設立が認可される[WEB 6]。
- 1975年（昭和50年）10月15日 - 西区山田町大字上小田井および山田町大字中小田井の各一部により、同区貴生町として成立[1]。
- 1980年（昭和55年）2月24日 - 山田町大字中小田井の一部を編入する[1]。

## 世帯数と人口
2019年（平成31年）2月1日現在の世帯数と人口は以下の通りである。
| 町丁   | 世帯数  | 人口  |
| ------ | ------- | ----- |
| 貴生町 | 367世帯 | 661人 |

## 学区
市立小・中学校に通う場合、学校等は以下の通りとなる。また、公立高等学校に通う場合の学区は以下の通りとなる。
| 番・番地等 | 小学校               | 中学校               | 高等学校 |
| ---------- | -------------------- | -------------------- | -------- |
| 全域       | 名古屋市立山田小学校 | 名古屋市立山田中学校 | 尾張学区 |

## 交通
- 上小田井駅
  -  名古屋市営地下鉄（名古屋市交通局）  鶴舞線
  -  名古屋鉄道 IY 犬山線

## 施設
- マルハン上小田井駅前店
- 名鉄クリーニング本社

## その他

### 日本郵便
- 郵便番号 : 452-0816[WEB 3]（集配局：名古屋西郵便局[WEB 9]）。

### WEB
1. ↑  “愛知県名古屋市の町丁・字一覧”.   人口統計ラボ. 2017年4月8日閲覧。
2. 1 2  “町・丁目(大字)別、年齢(10歳階級)別公簿人口(全市・区別)”.   名古屋市 (2019年2月20日). 2019年3月10日閲覧。
3. 1 2  “郵便番号”.  日本郵便. 2019年3月10日閲覧。
4. ↑  “市外局番の一覧”.   総務省. 2019年1月6日閲覧。
5. ↑  名古屋市役所市民経済局地域振興部住民課町名表示係 (2015年10月21日). “西区の町名一覧”.   名古屋市. 2017年8月7日閲覧。
6. ↑  名古屋市土地区画整理組合等一覧 - 公益財団法人名古屋まちづくり公社. 2020年9月12日閲覧.
7. ↑  “市立小・中学校の通学区域一覧”.   名古屋市 (2018年11月10日). 2019年1月14日閲覧。
8. ↑  “平成29年度以降の愛知県公立高等学校（全日制課程）入学者選抜における通学区域並びに群及びグループ分け案について”.   愛知県教育委員会 (2015年2月16日). 2019年1月14日閲覧。
9. ↑  郵便番号簿 平成29年度版 - 日本郵便. 2019年03月10日閲覧 (PDF)

### 書籍
1. 1 2 3  名古屋市計画局 1992, p. 765.
2. 1 2  「角川日本地名大辞典」編纂委員会 1989, p. 1506.
3. ↑  名古屋市計画局 1992, p. 220.